# Ceraphron thomsoni
Ceraphron thomsoni is een vliesvleugelig insect uit de familie van de Ceraphronidae. De wetenschappelijke naam van de soort is voor het eerst geldig gepubliceerd in 1890 door Dalla Torre.